# Ольха манчжурская
Ольха манчжурская (лат. Alnus mandshurica) — вид древесных растений рода Ольха (Alnus) семейства Берёзовые (Betulaceae).
Отвар коры применялся на Амуре для окраски кожи в жёлтый цвет.

## Распространение и экология
В природе ареал вида охватывает Приморье, восточные районы Китая и Корейский полуостров. На самом юге Приморья начинает встречаться с высоты 700—800 м над уровнем моря и даже выше, севернее (Ольгинский район) встречается уже с 400 м.
Растёт по берегам горных рек и ручьев в их верхнем течении, на щебенистых и каменистых почвах, у скал и каменистых россыпей.

## Ботаническое описание
Дерево высотой до 15 м, со стволом диаметром до 25 см, реже высокий раскидистый кустарник высотой около 3 м. Кора гладкая, тёмно-серая.
Почки сидячие. Листья широкоэллиптические, длиной 7—8 (до 15) см, шириной 2,5—8 см, с широко-клиновидным или неглубоко сердцевидным основанием, с коротким туповатым остроконечием, короткопильчатые, голые.
Тычиночные серёжки распускаются одновременно с листьями.
Плоды — крылатые орешки.
Цветение в мае.

## Таксономия
Вид Ольха манчжурская входит в род Ольха (Alnus) подсемейства Берёзовые (Betuloideae) семейства Берёзовые (Betulaceae) порядка Букоцветные (Fagales).
|  |                                      |  |                                                             |                                                             |                     |  | ещё 7 семейств (согласно Системе APG II) | ещё 7 семейств (согласно Системе APG II)                   |                                                            |  |  |  | ещё 1—2 рода       | ещё 1—2 рода          |  |  |
|  |                                      |  |                                                             |                                                             |                     |  | ещё 7 семейств (согласно Системе APG II) | ещё 7 семейств (согласно Системе APG II)                   |                                                            |  |  |  | ещё 1—2 рода       | ещё 1—2 рода          |  |  |
|  |                                      |  |                                                             | порядок Букоцветные                                         |                     |  |                                          |                                                            | подсемейство Берёзовые                                     |  |  |  |                    | вид Ольха манчжурская |  |  |
|  |                                      |  |                                                             | порядок Букоцветные                                         |                     |  |                                          |                                                            | подсемейство Берёзовые                                     |  |  |  |                    | вид Ольха манчжурская |  |  |
|  | отдел Цветковые, или Покрытосеменные |  |                                                             |                                                             | семейство Берёзовые |  |                                          |                                                            | род Ольха                                                  |  |  |  |                    |                       |  |  |
|  | отдел Цветковые, или Покрытосеменные |  |                                                             |                                                             |                     |  |                                          |                                                            |                                                            |  |  |  |                    |                       |  |  |
|  |                                      |  | ещё 44 порядка цветковых растений (согласно Системе APG II) | ещё 44 порядка цветковых растений (согласно Системе APG II) |                     |  |                                          | ещё одно подсемейство, Лещиновые (согласно Системе APG II) | ещё одно подсемейство, Лещиновые (согласно Системе APG II) |  |  |  | ещё около 45 видов |                       |  |  |
|  |                                      |  |                                                             | ещё 44 порядка цветковых растений (согласно Системе APG II) |                     |  |                                          |                                                            | ещё одно подсемейство, Лещиновые (согласно Системе APG II) |  |  |  |                    |                       |  |  |